# Quy Sơn Linh Hựu
Quy Sơn Linh Hựu (tiếng Trung: 潙山靈祐; bính âm: Guīshān Língyòu; tiếng Nhật: Isan Reiyū; 771-853) là một vị Thiền sư Trung Quốc trứ danh, môn đệ của Bách Trượng Hoài Hải và thầy của Ngưỡng Sơn Huệ Tịch. Cùng với Ngưỡng Sơn, sư khai sáng tông Quy Ngưỡng. Sư là vị Thiền sư nổi danh nhất thời đó và môn đệ của sư trên dưới không dưới 1500. Tác phẩm Quy Sơn cảnh sách văn của sư được phổ biến rộng rãi trong giới thiền cho đến ngày nay.

## Cơ duyên và hành trạng
Sư họ Triệu, quê ở Trường Khê, Phúc Châu. sư xuất gia năm mười lăm tuổi và chăm học kinh luật Đại thừa, Tiểu thừa. Ban đầu, sư đến núi Thiên Thai, chú tâm nghiên cứu các bài luận của hai vị Đại luận sư Ấn Độ Vô Trước và Thế Thân với giáo lý Duy thức. Tương truyền sư cũng có gặp hai dị nhân trong giới Thiền tại đây là Hàn Sơn và Thập Đắc. Không rõ là những bài luận nói trên có gây ấn tượng nào trong sư không, nhưng chỉ ba năm sau đó (khoảng 796), sư rời Thiên Thai và quyết định tham học với một vị Thiền sư. Sư đến Giang Tây yết kiến Thiền sư Bách Trượng. Bách Trượng thấy sư liền cho nhập hội, nơi đây sư đứng hàng đầu.
Cơ duyên ngộ đạo của sư được ghi lại như sau:
Một lần, Bách Trượng hỏi Sư: "Ngươi đem được lửa đến chăng?" Sư thưa: "Đem được." Bách Trượng hỏi tiếp: "Lửa đâu?" sư cầm một nhánh cây làm vẻ thổi lửa. Bách Trượng gạt qua và bảo: "Như sâu đục vỏ cây. Nhìn thì như chữ nhưng chẳng có nghĩa gì!"
Hôm khác, sư vừa đứng hầu, Bách Trượng liền hỏi: "Ai?" Sư thưa: "Con, Linh Hựu!" Bách Trượng bảo: "Ngươi vạch trong lò xem có lửa chăng?" Sư vạch ra thưa: "Không có lửa." Bách Trượng đứng dậy, đến vạch sâu trong lò được chút lửa, đưa lên chỉ sư bảo: "Ngươi bảo không, cái này là cái gì!" Sư nghe vậy hoát nhiên đại ngộ. Bách Trượng bảo: "Đây là con đường rẽ tạm thời. Kinh nói 'Muốn thấy Phật tính phải quán thời tiết nhân duyên, thời tiết đã đến như mê chợt ngộ, như quên rồi nhớ lại, mới biết tĩnh vật của mình không từ bên ngoài được.' Cho nên Tổ sư bảo 'Ngộ rồi đồng chưa ngộ, không tâm cũng không pháp.' Chỉ là không tâm hư vọng phàm thánh. Xưa nay tâm pháp nguyên tự đầy đủ. Nay ngươi đã vậy, tự khéo gìn giữ."
Sư ở lại hầu Bách Trượng khoảng hai mươi năm rồi vâng lời thầy đến núi Quy khai sơn. Nơi đây thú dữ nhiều, sư bảo chúng: "Nếu ta có duyên nơi đây thì các ngươi đi chỗ khác, còn không duyên thì cứ ăn thịt ta đi." Sư nói xong, thú dữ đi hết. Dần dần chúng hay tin sư ở đây rủ nhau đến tham học và thành lập một ngôi chùa, vua đặt tên là Đồng Khánh. Sư bắt đầu hoằng hoá và cùng với Hoàng Bá Hi Vận, môn phong của Bách Trượng cao vút từ đây.

### Pháp ngữ
Có vị tăng hỏi: "Người được Đốn ngộ có tu chăng?"
Sư trả lời (Hòa thượng Thích Thanh Từ dịch): 
"Nếu người khi thật ngộ được gốc thì họ tự biết, tu cùng không tu là lời nói hai đầu. Như nay có người sơ tâm tuy từ duyên được một niệm đốn ngộ chân lý nơi mình, nhưng vẫn còn Tập khí nhiều kiếp từ vô thủy chưa có thể chóng sạch, nên dạy hắn trút sạch dòng thức tạo nghiệp hiện tại, tức là tu vậy. Không có nói một pháp riêng dạy hắn tu hành thú hướng. Từ nghe nhập được lý nghe và lý sâu mầu, tâm tự tròn sáng không ở chỗ mê lầm, hiện thời dù có trăm ngàn diệu nghĩa thăng trầm, hắn vẫn được ngồi yên mặc áo, tự biết tạo sinh kế. Nói tóm lại 'Chỗ lý chân thật không nhận một mảy bụi, trong cửa muôn hạnh chẳng bỏ một pháp.' Nếu được như vậy là một mình cầm đao thẳng vào, lòng phàm thánh sạch, hiện bày chân thường, lý sự không hai, tức Phật như như."
Sư thượng đường bảo chúng (Hòa thượng Thích Thanh Từ dịch): 
"Sau khi Lão tăng trăm tuổi đến dưới núi làm con trâu, hông bên trái viết năm chữ 'Quy Sơn Tăng Linh Hựu.' Khi ấy gọi là Quy Sơn Tăng hay gọi là con trâu? Gọi là con trâu hay gọi là Quy Sơn Tăng? Gọi thế nào mới đúng?"
Đời Đường niên hiệu Đại Trung năm thứ bảy (853), ngày mùng 9 tháng giêng, sư tắm gội xong ngồi kết già viên tịch, thọ 83 tuổi, 64 tuổi hạ. Vua ban hiệu là Đại Viên Thiền sư, tháp hiệu Thanh Tịnh. Những lời dạy của sư còn được ghi lại trong Đàm Châu Quy Sơn Linh Hựu Thiền sư ngữ lục.